# デヴィッド・ハックル
デヴィッド・ハックル（David Hackl）は、アメリカ合衆国の映画監督・美術監督（プロダクションデザイナー）。映画『ソウ2』、『ソウ3』、『ソウ4』で美術監督、『ソウ5』では監督を務めた。

## フィルモグラフィ
- Mary Silliman's War (1994) - 美術監督
- Jerry and Tom (1998) - 美術監督
- Zebra Lounge (2001) - 美術監督
- Club Land (2001) - 美術監督
- Cybermutt (2002) - 美術監督
- The Riverman (2004) - 美術監督
- 『クリップス』 Redemption: The Stan Tookie Williams Story (2004) - 美術監督
- 『ソウ2』 Saw II (2005) - 美術監督
- Skinwalkers (2006) - 美術監督
- 『ソウ3』 Saw III (2006) - 美術監督
- 『ソウ4』 Saw IV (2007) - 美術監督
- 『REPO! レポ』 Repo! The Genetic Opera (2008) - 美術監督
- Outlander (2008) - 美術監督
- 『ソウ5』 Saw V (2008) - 監督
- The Fatal Five (2009) - 出演